# Comandament JP1

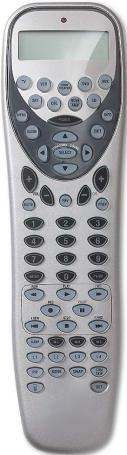
Un comandament a distància JP1

Un comandament JP1 és un tipus de comandament universal, generalment amb un connector d'interfície de sis pins amb l'etiqueta "JP1" dins el compartiment de la bateria, fabricat per Universal Electronics Inc. La interfície JP1 permet reprogramar el comandament a distància, afegint noves llistes de codis-funcions i guardar-les en el PC. Els aficionats al Home cinema utilitzen la interfície JP1 per evitar que el comandament se'ls quedi obsolet o al acabar-se les piles, es perdin les funcions afegides, de vegades molt treballades.
La majoria dels comandaments a distància JP1 són capaços de funcions avançades tals com la reassignació de tecles i macros. Alguns models es poden actualitzar mitjançant la web per afegir noves llistes de codis.

## Família de comandaments JP1
Universal Electronics, Inc és qui fabrica tots els comandaments JP1. UEI ven diversos models sota la marca One For All, i subministra comandaments a diferents fabricants d'electrònica de consum, com RadioShack, Sony o Sky TV, com també a proveïdors de cable d'Amèrica del Nord, com Comcast, Rogers, Cox, Shaw, Charter and Time Warner.
A les plaques de circuit imprès l'etiqueta "JP1" és una abreviatura comuna per a "Jumper 1", és a dir, el primer pont de la placa (i per a la majoria de comandaments a distància,  l'únic pont). Els models posteriors estan etiquetats com a "JP1.x", on "x" pot ser 1, 2, o 3, segons el tipus de processador utilitzat.
Les plaques de circuit dels comandaments JP1 de disseny més primerenc feien servir un xip de memòria EEPROM. Els dissenys més tardans utilitzen microcontroladors amb memòria flaix.

## Cable d'interfície JP1
El cable d'interfície JP1 és un cable d'interfície especial, que permet connectar els comandaments JP1 a un PC, podent llegir i escriure la memòria d'usuari del comandament. Hi ha gran varietat d'esquemes de cables d'interfície JP1 per al port paral·lel, per al port sèrie o per al port USB, que es poden descarregar gratuïtament de la web, a part hi ha diversos venedors que ofereixen els cables d'interfície pre-construïts.

## Actualització mitjançant el cable d'interfície JP1
Les dades i el programari de la majoria de comandaments JP1 es poden actualitzar i ampliar mitjançant l'esmentat cable d'interfície JP1 dialogant amb un programa que s'executa al PC, com p.e.: IR, RemoteMaster, or KeyMap Master. Les actualitzacions i extensions inclouen noves dades del codi del dispositiu, nous protocols d'IR, configuracions avançades del teclat i algunes macros
Nicola Salmoria va descobrir com afegir noves funcions als comandament JP1, codificant "Extenders" de programari (amb protocols que substitueixen el bucle de processament principal d'un comandament JP1). La potència dels "Extenders" depèn de la capacitat del maquinari de cada comandament JP1 en particular. Les característiques típiques inclouen "Extenders" que permeten: allargar la longitud de les macros; una execució més ràpida d'ordres; macros imbricades; i la "pulsació llarga de tecles" (LKP) - en què una tecla duu a terme diferents accions depenent del temps que es pressiona.

## Programari
Hi ha diversos paquets de programari disponibles. El paquet bàsic en la seva forma més simple permet actualitzar la funcionalitat bàsica del comandament mitjançant el PC. També permet la instal·lació de nous dispositius, protocols i "extenders", encara que aquests es creen per separat i es copien en el paquet del nucli. També permet la completa configuració de tot el comandament, guardant les dades al PC en forma de fitxer binari per emprar-les com a còpia de seguretat o per a poder "clonar" el comandament sobre un altre.
Programes complementaris per al nucli bàsic cobreixen funcionalitats com la creació de nous dispositius, la creació de nous protocols, emprant el llenguatge assemblador dels processadors del comandament, i l'anàlisi dels senyals apresos pel comandament per permetre de forma adequada el suport de protocols per al control de nous dispositius.
L'octubre del 2000, els aficionats a l'electrònica Dan "HW Hackr" Nelson i Rob Crowe del forum "General Consumer Remotes", dins de remotecentral.com’s van dissenyar un connector JP1 que podia ser utilitzat per examinar i modificar la part de la memòria d'un comandament a distància que conté les dades de configuració d'usuari així com l'actualització dels dispositius apresos Aquests aficionats van ser capaços de fer enginyeria inversa  d'aquesta àrea de memòria, descobrint més tard com aplicar les actualitzacions directament. El JP1 Remotes Forum va ampliar aquest treball, i segueix sent el principal focus d'investigació per a l'explotació de noves funcionalitats JP1.

## Codis de funció estesos (EFC)
Els comandaments universals més antics utilitzen un codi de dispositiu/nº de protocol i codis de funció estesos de tres dígits per a la configuració emprant les tecles del propi comandament, o a través de la interfície JP1. Aquests codis de vegades permeten que un comandament universal sigui programat amb algunes funcions addicionals que pot-ser abans no estaven disponibles ni en el comandament del fabricant original. En els comandaments universals més recents, aquests codis de funció han estat ampliats a una longitud de cinc dígits.
Hi ha un programa-eina que ajuda a cercar aquests conjunts de codis a la pàgina web del "JP1 Group",en general, codis addicionals poden obtenir-se del fabricant, del distribuïdor o del proveïdor del comandament.

## Comandaments UEI antics
Universal Electronics Inc. va subministrar una sèrie prèvia de comandaments universals, concretament la marca europea anomenada "Big Easy". Aquests comandaments poden operar fins a quatre dispositius populars, amb protocols i conjunts de codis limitats normalment a TV, satèl·lit analògic i VCR. No obstant això, alguns receptors digitals terrestres i reproductors de DVD estan utilitzant protocols i conjunts de codis, que havien estat utilitzats anteriorment pels receptors de satèl·lit analògic. Això vol dir que aquests comandaments antics encara poden ser útils.
Els comandaments a distància d'aquesta gamma de productes normalment es poden identificar per la presència de tres "ullets de programació" en el compartiment de la bateria. Els codis per a reprogramar aquests comandaments a distància es poden establir en forma d'algoritme, que poden ser descarregats de la web lliurement i utilitzats per trobar conjunts de codis de control estesos.

## Premsa
El JP1 s'ha estudiat en detall a la Detroit Free Press
 i a la revista Nuts and Volts.